# Nombres 3 000 à 3 999
Pour les années, 3000 av. J.-C. et IVe millénaire av. J.-C.
Cet article recense quelques entiers naturels ayant des propriétés remarquables et compris dans l'intervalle allant de 3 000 à 3 999, ces deux nombres deux inclus.
Remarque : en particulier, tous les nombres premiers de cet intervalle sont mentionnés.

## 3 000-3 249
3000 - « MMM » en numération romaine
3001 - 431e nombre premier
3002 - 484e nombre sphénique
3003 - 77e nombre triangulaire, seul entier connu qui apparaît huit fois dans le triangle de Pascal (voir conjecture de Singmaster)
3008 - 32e nombre octogonal
3009 - 485e nombre sphénique
3011 - nombre premier
3014 - 486e nombre sphénique
3018 - 487e nombre sphénique
3019 - nombre premier
3021 - 488e nombre sphénique
3023 - 84e nombre premier de Sophie Germain, 51e nombre premier sûr
3025 - somme des cubes des entiers de 1 à 10, 552, nombre octogonal centré
3026 - 489e nombre sphénique
3034 - 490e nombre sphénique
3037 - nombre premier, nombre étoilé
3041 - nombre premier
3046 - 30e nombre heptagonal centré
3049 - nombre premier
3052 - 28e nombre décagonal
3054 - 491e nombre sphénique
3055 - 492e nombre sphénique
3058 - 493e nombre sphénique
3059 - 12e nombre cubique centré, 494e nombre sphénique
3061 - nombre premier
3067 - nombre premier
3070 - 495e nombre sphénique
3071 - nombre de Thebit
3074 - 496e nombre sphénique
3075 - nombre ennéagonal
3078 - 18e nombre pyramidal pentagonal
3079 - nombre premier
3080 - nombre oblong
3081 - 78e nombre triangulaire, 497e nombre sphénique
3082 - 498e nombre sphénique
3083 - nombre premier
3087 - somme des quarante premiers nombres premiers
3089 - nombre premier
3109 - nombre premier
3110 - 499e nombre sphénique
3111 - 500e nombre sphénique
3115 - 501e nombre sphénique
3119 - 52e nombre premier sûr
3121 - nombre premier, 39e nombre carré centré
3122 - 502e nombre sphénique
3125 - 5↑↑2 (tétration)
3126 - 503e nombre sphénique
3129 - 504e nombre sphénique
3130 - 505e nombre sphénique
3136 - nombre Tribonacci, 562
3137 - nombre premier
3138 - 506e nombre sphénique
3145 - 507e nombre sphénique
3149 - nombre hautement cototient
3154 - 508e nombre sphénique
3157 - 509e nombre sphénique
3160 - 79e nombre triangulaire (donc 40e nombre hexagonal et 27e nombre ennéagonal centré)
3163 - nombre premier
3165 - 510e nombre sphénique
3167 - 53e nombre premier sûr
3169 - nombre premier cubain de la forme x = y + 1
3170 - 511e nombre sphénique
3171 - 512e nombre sphénique
3178 - 513e nombre sphénique
3181 - nombre premier
3182 - 514e nombre sphénique
3187 - nombre premier
3191 - nombre premier
3192 - nombre oblong
3201 - 515e nombre sphénique, 33e nombre octogonal
3203 - 54e nombre premier sûr
3206 - 516e nombre sphénique
3209 - nombre premier
3217 - nombre premier
3219 - 517e nombre sphénique
3221 - nombre premier
3229 - nombre premier
3237 - 518e nombre sphénique
3240 - 80e nombre triangulaire
3243 - 519e nombre sphénique
3245 - 520e nombre sphénique
3246 - 521e nombre sphénique
3249 - 572, nombre octogonal centré

## 3 250-3 499
3251 - nombre premier
3253 - nombre premier
3256 - 31e nombre heptagonal centré
3257 - nombre premier
3259 - nombre premier
3262 - 522e nombre sphénique
3266 - somme des quarante-et-un premiers nombres premiers, 523e nombre sphénique
3271 - nombre premier
3276 - nombre tétraédrique
3277 - 5e supernombre de Poulet, 29e nombre décagonal
3278 - 524e nombre sphénique
3281 - 17e nombre octaédrique, 40e nombre carré centré
3282 - 525e nombre sphénique
3286 - nombre ennéagonal, 526e nombre sphénique
3289 - 527e nombre sphénique
3297 - 528e nombre sphénique
3298 - 529e nombre sphénique
3299 - 85e nombre premier de Sophie Germain
3301 - nombre premier
3302 - 530e nombre sphénique
3306 - nombre oblong
3307 - nombre premier
3310 - 531e nombre sphénique
3311 - 532e nombre sphénique
3313 - nombre premier, nombre étoilé
3319 - nombre premier
3321 - 81e nombre triangulaire
3322 - 533e nombre sphénique
3323 - nombre premier
3329 - 86e nombre premier de Sophie Germain
3331 - nombre premier
3333 - 534e nombre sphénique
3335 - 535e nombre sphénique
3342 - 536e nombre sphénique
3343 - nombre premier
3345 - 537e nombre sphénique
3346 - 538e nombre sphénique
3347 - nombre premier
3355 - 539e nombre sphénique
3358 - somme des carrés des onze premiers nombres premiers, 540e nombre sphénique
3359 - 87e nombre premier de Sophie Germain, nombre hautement cototient
3361 - nombre premier
3363 - 541e nombre sphénique
3364 - 582
3367 - 542e nombre sphénique
3370 - 543e nombre sphénique
3371 - nombre premier
3373 - nombre premier
3374 - 544e nombre sphénique
3375 - 153
3378 - 545e nombre sphénique
3382 - 546e nombre sphénique
3389 - 88e nombre premier de Sophie Germain
3391 - nombre premier
3395 - 547e nombre sphénique
3399 - 548e nombre sphénique
3400 - 34e nombre octogonal
3403 - 82e nombre triangulaire
3405 - 549e nombre sphénique
3406 - 550e nombre sphénique
3407 - nombre premier
3413 - 89e nombre premier de Sophie Germain
3414 - 551e nombre sphénique
3417 - 552e nombre sphénique
3422 - nombre oblong, 553e nombre sphénique
3423 - 554e nombre sphénique
3426 - 555e nombre sphénique
3433 - nombre premier
3434 - 556e nombre sphénique
3435 - 557e nombre sphénique, nombre de Münchhausen
3439 - constante magique d'un carré magique n×n et du problème des n dames pour n = 19
3441 - 558e nombre sphénique
3445 - 559e nombre sphénique, 41e nombre carré centré
3447 - somme des quarante-deux premiers nombres premiers
3449 - 90e nombre premier de Sophie Germain
3451 - 560e nombre sphénique
3454 - 561e nombre sphénique
3457 - nombre premier
3461 - nombre premier
3462 - 562e nombre sphénique
3463 - nombre premier
3465 - plus petit nombre impair abondant
3467 - 55e nombre premier sûr
3469 - nombre premier cubain de la forme x = y + 2
3470 - 563e nombre sphénique
3471 - 564e nombre sphénique
3477 - 565e nombre sphénique
3478 - 566e nombre sphénique
3473 - 32e nombre heptagonal centré
3481 - 592, nombre octogonal centré
3485 - 567e nombre sphénique
3486 - 83e nombre triangulaire
3490 - 568e nombre sphénique
3491 - 91e nombre premier de Sophie Germain
3492 - voir 3 492 (nombre)
3495 - 569e nombre sphénique
3499 - nombre premier

## 3 500-3 749
3502 - 570e nombre sphénique
3504 - nombre ennéagonal
3507 - 571e nombre sphénique
3510 - 30e nombre décagonal
3511 - nombre premier de Wieferich, le deuxième et dernier connu, et un nombre premier non brésilien
3514 - 572e nombre sphénique
3515 - 573e nombre sphénique
3517 - nombre premier
3522 - 574e nombre sphénique
3526 - 575e nombre sphénique
3527 - nombre premier
3529 - nombre premier
3530 - 576e nombre sphénique
3531 - 577e nombre sphénique
3533 - nombre premier
3535 - 578e nombre sphénique
3538 - 579e nombre sphénique
3539 - 92e nombre premier de Sophie Germain
3540 - nombre oblong
3541 - nombre premier
3547 - nombre premier
3553 - 580e nombre sphénique
3557 - nombre premier
3558 - 581e nombre sphénique
3559 - nombre premier
3562 - 582e nombre sphénique
3565 - 583e nombre sphénique
3567 - 584e nombre sphénique
3569 - nombre hautement cototient
3570 - 84e nombre triangulaire
3571 - nombre premier cubain de la forme x = y + 1, nombre de Lucas
3581 - nombre premier
3583 - nombre premier
3585 - 585e nombre sphénique
3586 - 586e nombre sphénique
3590 - 587e nombre sphénique
3593 - 93e nombre premier de Sophie Germain
3594 - 588e nombre sphénique
3595 - 589e nombre sphénique
3598 - 590e nombre sphénique
3600 - 602, nombre de secondes dans une heure, nombre polygonal à 1201 côtés
3601 - nombre étoilé
3605 - 591e nombre sphénique, 35e nombre octogonal
3606 - 592e nombre sphénique
3607 - nombre premier, l'un des facteurs premiers de 123456789
3610 - 19e nombre pyramidal pentagonal
3613 - nombre premier, 42e nombre carré centré
3614 - 593e nombre sphénique
3615 - 594e nombre sphénique
3617 - nombre premier
3619 - 595e nombre sphénique
3621 - 596e nombre sphénique
3623 - 94e nombre premier de Sophie Germain, 56e nombre premier sûr
3631 - nombre premier
3633 - 597e nombre sphénique
3634 - 598e nombre sphénique
3637 - nombre premier
3638 - somme de quarante-trois premiers nombres premiers, 599e nombre sphénique
3642 - 600e nombre sphénique
3643 - nombre premier
3654 - nombre tétraédrique
3655 - 85e nombre triangulaire (donc 43e nombre hexagonal et 29e nombre ennéagonal centré), 601e nombre sphénique
3657 - 602e nombre sphénique
3658 - 603e nombre sphénique
3659 - nombre premier
3660 - nombre oblong
3670 - 604e nombre sphénique
3671 - nombre premier
3673 - nombre premier
3674 - 605e nombre sphénique
3677 - nombre premier
3678 - 606e nombre sphénique
3682 - 607e nombre sphénique
3684 - 13e nombre de Keith
3685 - 608e nombre sphénique
3686 - 609e nombre sphénique
3689 - 610e nombre sphénique
3691 - nombre premier
3697 - nombre premier, 33e nombre heptagonal centré
3701 - nombre premier
3702 - 611e nombre sphénique
3706 - 612e nombre sphénique
3709 - nombre premier
3714 - 613e nombre sphénique
3719 - nombre premier
3721 - 612, nombre octogonal centré
3723 - 614e nombre sphénique
3727 - nombre premier
3729 - nombre ennéagonal, 615e nombre sphénique
3730 - 616e nombre sphénique
3731 - 617e nombre sphénique
3733 - nombre premier
3739 - nombre premier
3741 - 86e nombre triangulaire, 618e nombre sphénique

## 3 750-3 999
3745 - 619e nombre sphénique
3751 - 31e nombre décagonal, somme de 5 nombres premiers consécutifs (739 + 743 + 751 + 757 + 761)
3759 - 620e nombre sphénique
3761 - 95e nombre premier de Sophie Germain
3765 - 621e nombre sphénique
3766 - 622e nombre sphénique
3767 - nombre premier
3769 - nombre premier
3779 - 96e nombre premier de Sophie Germain, 57e nombre premier sûr
3782 - nombre oblong, 623e nombre sphénique
3783 - 624e nombre sphénique
3785 - 43e nombre carré centré
3786 - 625e nombre sphénique
3790 - 626e nombre sphénique
3793 - nombre premier
3797 - nombre premier
3794 - 627e nombre sphénique
3801 - 628e nombre sphénique
3803 - 97e nombre premier de Sophie Germain, 58e nombre premier sûr, l'un des facteurs premiers de 123456789
3806 - 629e nombre sphénique
3813 - 630e nombre sphénique
3815 - 631e nombre sphénique
3816 - 36e nombre octogonal
3818 - 632e nombre sphénique
3819 - 633e nombre sphénique
3821 - 98e nombre premier de Sophie Germain
3823 - nombre premier
3828 - 87e nombre triangulaire
3830 - 634e nombre sphénique
3831 - somme des quarante-quatre premiers nombres premiers
3833 - nombre premier
3835 - 635e nombre sphénique
3838 - 636e nombre sphénique
3842 - 637e nombre sphénique
3844 - 622
3846 - 638e nombre sphénique
3847 - nombre premier
3851 - 99e nombre premier de Sophie Germain
3853 - nombre premier
3854 - 639e nombre sphénique
3855 - 640e nombre sphénique
3857 - 641e nombre sphénique
3858 - 642e nombre sphénique
3863 - 100e nombre premier de Sophie Germain, 59e nombre premier sûr
3865 - nombre le plus grand de la 3e paire de nombre de Smith
3874 - 643e nombre sphénique
3877 - nombre premier
3878 - 644e nombre sphénique
3881 - nombre premier
3882 - 645e nombre sphénique
3886 - 646e nombre sphénique
3888 - le plus grand nombre pandigital en chiffres romains
3889 - nombre premier cubain de la forme x = y + 2
3890 - 647e nombre sphénique
3894 - 18e nombre octaédrique
3895 - 648e nombre sphénique
3905 - 649e nombre sphénique
3906 - nombre oblong
3907 - nombre premier
3911 - 101e nombre premier de Sophie Germain
3913 - 650e nombre sphénique
3914 - 651e nombre sphénique
3916 - 88e nombre triangulaire
3917 - nombre premier
3918 - 652e nombre sphénique
3919 - nombre premier
3922 - 653e nombre sphénique
3923 - nombre premier
3925 - 13e nombre cubique centré
3926 - 12e nombre méandrique ouvert, 654e nombre sphénique
3928 - 34e nombre heptagonal centré
3929 - nombre premier
3931 - nombre premier
3934 - 655e nombre sphénique
3938 - 656e nombre sphénique
3939 - 657e nombre sphénique
3943 - nombre premier
3945 - 658e nombre sphénique
3947 - 60e nombre premier sûr
3954 - 659e nombre sphénique
3955 - 660e nombre sphénique
3961 - nombre ennéagonal, 44e nombre carré centré
3962 - 661e nombre sphénique
3965 - 662e nombre sphénique
3966 - 663e nombre sphénique
3967 - nombre premier
3969 - 632, nombre octogonal centré
3970 - 664e nombre sphénique
3982 - 665e nombre sphénique
3995 - 666e nombre sphénique
3989 - nombre premier, nombre hautement cototient
3999 - 667e nombre sphénique